# Працотвор
Працотвор (пол. Pracotwór) — польский дворянский герб.

## Описание
В пересечённом щите: в верхнем червлёном поле — серебряный якорь, лежащий ухом вверх, влево наклонённый; в нижнем же зелёный — улей с пчелами возле него.
Щит увенчан дворянскими шлемом и короной. Нашлемник: три страусовых пера. Намет на щите красный, подложенный серебром и золотом.

## Герб используют
Иван Гратковский, г. Працотвор, жалован дипломом на потомственное дворянское достоинство Царства Польского.